# Plebejus talinga
Plebejus talinga är en fjärilsart som beskrevs av Napoleon Manuel Kheil 1884. Plebejus talinga ingår i släktet Plebejus och familjen juvelvingar. Inga underarter finns listade i Catalogue of Life.